# Saint-Gelais
Saint-Gelais é uma comuna francesa na região administrativa da Nova Aquitânia, no departamento de Deux-Sèvres. Estende-se por uma área de 16.40 km². Em 2010 a comuna tinha 2 178 habitantes (densidade: 132,8 hab./km²).